# Bornheim, Frankfurt am Main
Bornheim är en stadsdel i Frankfurt am Main, Tyskland. Tidigare var det en självständig stad i södra Hessen. 
Med sina 25 861 invånare (2008) är Bornheim den femte största stadsdel i Frankfurt.